# Полоничі (зупинний пункт)
Поло́ничі — пасажирський залізничний зупинний пункт Львівської дирекції Львівської залізниці на електрифікованій  лінії Тернопіль — Львів між станціями Борщовичі (6 км) та Задвір'я (7,5 км). Розташований в однойменному селі Золочівського району Львівської області.

## Пасажирське сполучення
На платформі Полоничі зупиняються приміські поїзди сполученням Львів — Здолбунів, Рівне / Золочів — Тернопіль.